# Europese kampioenschappen indooratletiek 2027
De Europese kampioenschappen indooratletiek 2027 vinden van 4 maart tot en met 7 maart 2027 plaats in het in het Spaanse Valencia. De wedstrijden zijn in het stadion Palau Velódrom Lluís Puig, dat in 2023 gerenoveerd is. Het zal voor de vijfde maal in Spanje georganiseerd worden. In 1998 was het kampioenschap ook al in Valencia.
José Peiró is de vertegenwoordiger van dit evenement. Het bod is tot stand gekomen door samenwerking van de Koninklijke Spaanse Atletiekfederatie (RFEA), de gemeenteraad van Valencia, de Generalitat Valenciana en de Atletiekfederatie van de regio Valencia (FACV). Op 19 april 2024 werd het kampioenschap toegewezen aan de stad.
1970 ·
1971 ·
1972 ·
1973 ·
1974 ·
1975 ·
1976 ·
1977 ·
1978 ·
1979 ·
1980 ·
1981 ·
1982 ·
1983 ·
1984 ·
1985 · 
1986 · 
1987 · 
1988 · 
1989 · 
1990 · 
1992 · 
1994 · 
1996 · 
1998 · 
2000 · 
2002 · 
2005 · 
2007 · 
2009 ·
2011 ·
2013 ·
2015 ·
2017 ·
2019 ·
2021 ·
2023 ·
2025 ·
2027
Belgische medaillewinnaars · Nederlandse medaillewinnaars